# Riu Tort (Vallès Occidental)
|  | Per a altres significats, vegeu «Riutort». |

El riu Tort és un curs d'aigua del Vallès Occidental, afluent per l'esquerra del riu Ripoll. Neix a Castellar del Vallès i durant els primers quilòmetres és anomenat també torrent del Cementiri. Desguassa passat el turó d'Arraona, al peu de l'antic castell, al terme de Sabadell, entre el Raval d'en Bastida i el parc del Taulí. Antigament, en passar per la fàbrica Ricard feia una gran volta coneguda pel meandre del Toixó. Les terres que quedaven entre el riu Tort i el riu Ripoll ja es regaven al segle xiv.